# بخش پلیزنت (شهرستان لوگان، اوهایو)
بخش پلیزنت (به انگلیسی: Pleasant Township) یک منطقهٔ مسکونی در ایالات متحده آمریکا است که در شهرستان لوگان، اوهایو واقع شده‌است. بخش پلیزنت ۶۲٫۷ کیلومتر مربع مساحت و ۱٬۱۴۷ نفر جمعیت دارد و ۳۱۰٫۹ متر بالاتر از سطح دریا واقع شده‌است.